# Stora Kopparbergs distrikt
Stora Kopparbergs distrikt är ett distrikt i Falu kommun och Dalarnas län. Distriktet omfattar bland annat den nordvästra delen av tätorten Falun i östra Dalarna. 

## Tidigare administrativ tillhörighet
Distriktet inrättades 2016 och utgörs av en del av området Falu stad omfattade till 1971, en del av området som före 1967 utgjorde  Stora Kopparbergs socken.
Området motsvarar den omfattning Stora Kopparbergs församling hade 1999/2000 och fick 1995 efter utbrytning av Grycksbo församling.

## Tätorter och småorter
I Stora Kopparbergs distrikt finns tre tätorter och tre småorter.

### Tätorter
- Falun (del av)
- Gamla Berget och Korsgården
- Österå, Uggelviken och Hökviken

### Småorter
- Bergsgården
- Järgarvet
- Skuggarvet (del av)